# Joves del País Valencià - Compromís
Joves del País Valencià - Compromís (o Joves PV - Compromís) és un partit polític juvenil del País Valencià, considerat la branca juvenil de Més Compromís, partit amb el qual té relacions estables, encara que en manté l'autonomia funcional i organitzativa. Ideològicament es defineix com a valencianista, d'esquerres, feminista, ecologista i antifeixista. Des de la seua fundació fins a 2014 era conegut com a Bloc Jove Nacionalista Valencià o simplement Bloc Jove, sent el seu darrer secretari general Fran Ferri, ex-diputat de Compromís a les Corts Valencianes.

## Història i ideologia
El Bloc Jove va ser fundat l'abril de 1999 després de la confluència de Joves d'UPV (Unitat del Poble Valencià) i d'Aplec de Jóvens (Partit Valencià Nacionalista), a més d'altres col·lectius nacionalistes d'àmbit local, de forma paral·lela a la formació del seu referent polític, el Bloc Nacionalista Valencià. D'aquesta manera, el Bloc Jove Nacionalista Valencià es constitueix com l'organització política juvenil que recull les diferents sensibilitats del nacionalisme jove valencià, inspirat en els postulats del valencianisme d'esquerres i ecologista, i erigit pel principi de radicalitat democràtica.
En febrer de 2012 va tindre lloc el seu VIII congrés, on es va proposar l'objectiu d'aconseguir una major interacció entre tots els joves de la Coalició Compromís, i convertir-se en l'associació juvenil de referència de la coalició. Al congrés es va reelegir a Fran Ferri com a Secretari General. En el congrés nacional de juliol de 2014 Fran Ferri va deixar el càrrec, el qual assumí Enric Castelló Abad.
En 2014 es va iniciar una nova etapa en què s'adoptaren el nom i el logo actuals, de cara a oferir una imatge més unitària per al conjunt de militants de la coalició. El 7 d'abril de 2018 es va celebrar el II Congrés, en què es va triar Francesc Roig com a secretari de l'organització. El 15 de febrer de 2020 Francesc Roig va repetir el càrrec com a dirigent, en un procés de reflexió sobre la representació juvenil en les institucions valencianes. Durant el següent congrés, celebrat en febrer de 2022, Isa Llobell es va convertir en la nova secretària general de l’organització, amb més del 90% dels vots amb l'objectiu d'ampliar les quotes de participació femenina a la institució. A febrer de 2024 se celebra el V Congrés de Joves PV, data que coincideix amb el seu dècim aniversari i el 25e aniversari del Bloc Jove, on va ser triat Joan Guanter com a nou secretari general de l'entitat.

## Organització i presència
L'organització funciona de forma assembleària i defineix el seu àmbit d'actuació nacional al País Valencià. La majoria dels seus militars, encara que no tots, ho són també de Més Compromís. El màxim òrgan de decisió és el seu Congrés Nacional, celebrat cada dos anys i amb competències de tria dels òrgans executius i representatius a escala nacional, i d'aprovació dels documents estratègics, organitzatius, programàtics i ideològics. El Congrés Nacional elegeix les 18 persones que formen el seu òrgan executiu, la Coordinadora Nacional, així com joves representants al Consell Nacional de Més Compromís. En l'actualitat, nou membres de Joves PV - Compromís formen part del Consell Nacional.
Entre congressos, Joves PV - Compromís pren els seus acords i decisions per mitjà de l'Assemblea Nacional que regeix el funcionament ordinari i es reuneix amb una periodicitat trimestral. De la mateixa manera, la unitat bàsica d'organització són les comarques i els pobles, que s'organitzen en col·lectius autònoms, celebrant els seus congressos i assemblees, i instituint coordinadores.
Juntament amb els Joves amb Iniciativa, formen part de les joventuts de la Coalició Compromís. En estiu de 2012, el BLOC Jove comptava amb 400 militants.

## Principals activitats
A banda de les tasques internes i de línia política, Joves PV - Compromís realitza diverses activitats al carrer per tal de difondre la seua acció i pensament en els àmbits del País Valencià, comarcal i local. Aquests esdeveniments estan centrats al voltant dels dies amb important significació política (8 de març, dia dels treballadors, de l'orgull LGTB, 25 d'abril, 9 d'octubre, l'Aplec del Puig, entre d'altres), participació en les festes populars del País Valencià com la Magdalena, Falles, Fogueres i altres festes locals, reunions de formació biennals, en estiu i tardor, participació en el Consell Valencià de la Joventut i la vida política institucional, sobretot d'àmbit local.

## Secretaris generals
Des de la seua fundació, diferents persones han passat per la secretaria general del partit:
- Josep Vidal, 1999-2000
- Artur Vélez,[14] 2000-2004
- Mireia Martínez, 2004-2005
- Pere Fuset,[15][16] 2005-2008
- Vicent Sánchez,[17] 2008-2009
- Fran Ferri, 2009-2014[1]
- Enric Castelló, 2014-2017
- Víctor Medina, 2017-2018
- Francesc Roig, 2018-2022[18]
- Isabel Llobell, 2022 - 2024
- Joan Guanter, 2024 - actualitat